# Valinor
Valinor è un regno di Arda, l'universo immaginario creato dallo scrittore inglese J. R. R. Tolkien. Situato sul continente Aman, esso costituisce il regno beato dei valar, dove risiedono insieme ai maiar e agli elfi migrati dalla Terra di Mezzo. Le sue caratteristiche ricordano quelle di un paradiso terrestre.

## Descrizione

### Storia
In seguito alla distruzione, per opera di Melkor, della loro prima dimora, sita sul lago di Almaren nella Terra di Mezzo, i valar si trasferirono ad Aman, dove fondarono il reame di Valinor. Eressero la catena montuosa dei Pelóri entro la costa orientale, illuminarono poi il loro regno con la luce dei due alberi Laurelin e Telperion e decisero di accogliere gli elfi della Terra di Mezzo; giunsero infatti i vanyar, i noldor e parte dei teleri, che edificarono le loro città e prosperarono per millenni grazie alla pace garantita dai valar.
Accadde però che Melkor, liberato dopo tre ere di prigionia nelle aule di Mandos, decise di seminare discordie tra i noldor; insieme a Ungoliant egli distrusse i due alberi, facendo calare le tenebre sul regno, uccise il re Finwë e rubò i Silmaril; gli eventi scatenarono il risentimento dei noldor nei confronti dell'inerzia dei valar e la gran parte di loro, guidati da Fëanor e Fingolfin, decisero di abbandonare il reame beato per insediarsi nella Terra di Mezzo. Nel fare ciò i noldor commisero il fratricidio di Alqualondë, nel quale massacrarono molti dei teleri e rubarono le loro navi, venendo esiliati dai valar, che resero Aman irraggiungibile ai noldor esiliati; eressero le Isole Incantate, che traevano in un sonno eterno chiunque vi mettesse piede. Secoli dopo Eärendil giunse grazie a uno dei Silmaril ad Aman per chiedere soccorso ai valar nella guerra che opponeva i popoli del Beleriand a Melkor.
Alla fine della Seconda Era gli eserciti di Númenor, istigati da Sauron, fecero rotta verso Aman con l'intento di invaderla e di forzare il divieto ad essi imposto di accedervi, venendo puniti da Eru Ilúvatar, che distrusse la loro isola e che rimosse Aman da Arda, ponendolo in una dimensione diversa, modificando la forma del mondo, trasformandolo da piatto a rotondo. Da allora la Strada Diritta permette agli elfi della Terra di Mezzo che lo volessero di raggiungere il reame beato.
Con uno speciale permesso dei Valar, gli hobbit Frodo Baggins, Bilbo Baggins e Samvise Gamgee, benché mortali, furono lo stesso accolti a Valinor, in quanto portatori dell'Anello, così come il nano Gimli, che vi giunse insieme a Legolas.

### Geografia

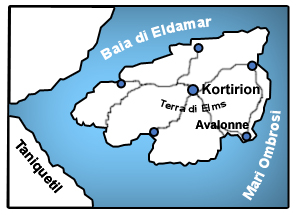
L'isola di Tol Eressëa

Il regno sorge sul continente di Aman ed è circondato a ovest dall'oceano Ekkaia e a est dal grande mare Belegaer. La costa orientale è percorsa a partire dall'estremo sud fino all'estremo nord dalla catena montuosa dei Pelóri, eretti come forma di difesa da Melkor, ed è divisa al centro dalle larghe sponde della baia di Eldamar, che accoglie al suo interno l'isola di Tol Eressëa. Nell'estremità sudorientale del continente, a est della cima dell'Hyarmentir, tra i Pelóri e la costa del Belegaer, è sito l'Avathar, terra oscura e desolata che fu residenza della creatura Ungoliant. A est delle Pelóri è invece sito l'Eldamar, dove sono concentrati gli elfi, che include il Calacirya e le regioni a nord e a est del Taniquetil, residenza del vala Manwë.
A Valinor sono state edificate varie città, tra le quali Valmar, nella quale risiedono la maggior parte dei vanyar e dei maiar, Tirion, la principale residenza dei noldor, mentre i teleri vivono in Alqualondë. Vi si trova poi il Lórien, il giardino del vala Irmo e che diede nome al reame  del Lothlórien nella Terra di Mezzo. Tol Eressëa fu usata dal vala Ulmo, per trasportare le tre schiere di elfi dalla Terra di Mezzo; essa ospitò poi per lungo tempo i teleri prima che si trasferissero ad Alqualondë, mentre in seguito divenne la principale destinazione per quegli elfi che giungevano a partire dalla Seconda Era; su di essa era sito il porto di Avallónë, visibile da Númenor, e vi crebbe nacque l'albero mallorn.